# 英皇集團

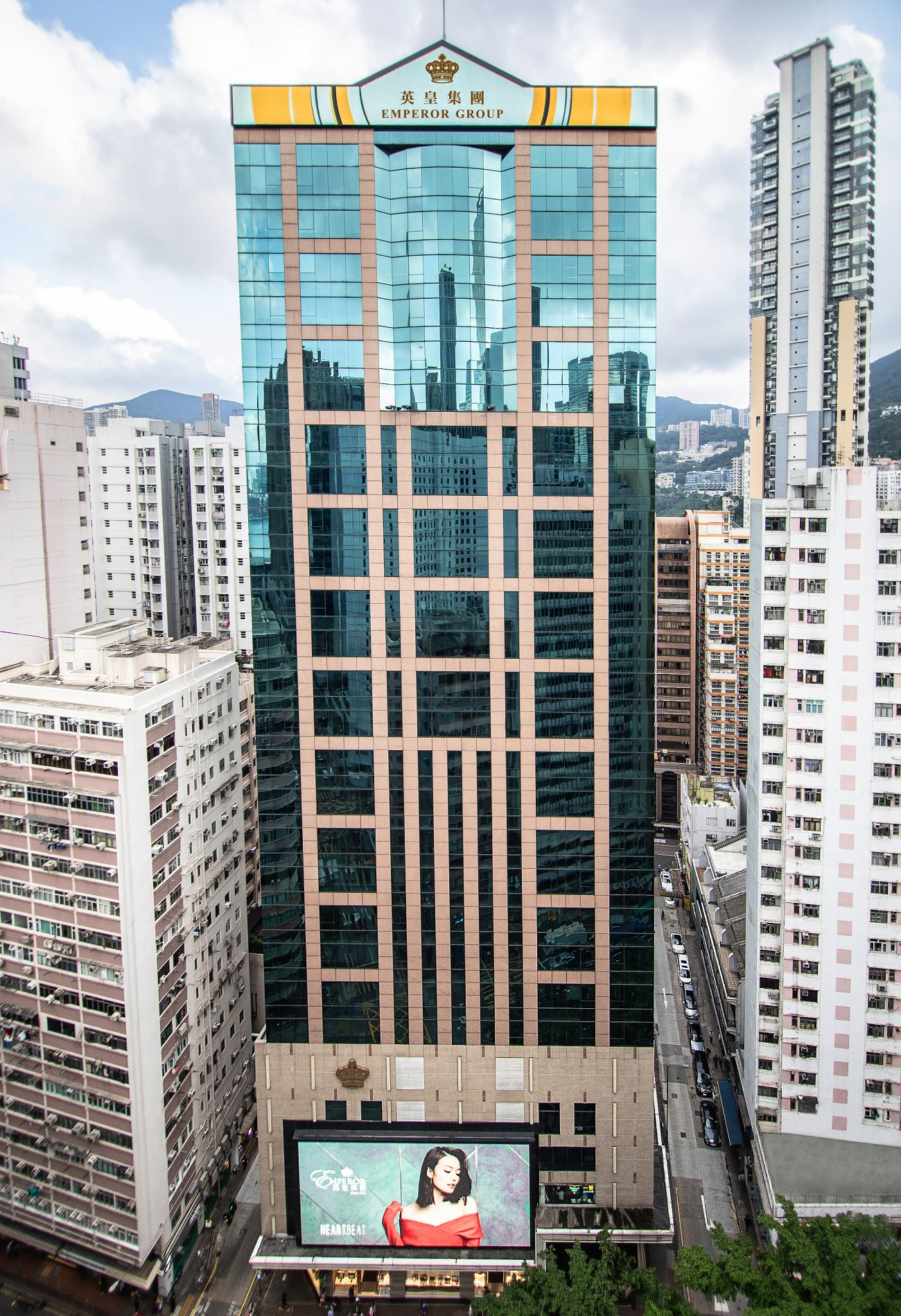
英皇集團中心

英皇集團（英語：Emperor Group），創辦人楊成，現任的董事長（董事會主席）為其兒子楊受成，副董事長為其孫子楊政龍，成立於1942年，從上海街一間鐘錶零售商成安記表行發展成為綜合企業，業務包括地產、金融、鐘錶珠寶、娛樂文化、酒店、數碼媒體和生活品味等。
旗下共有六間公司於香港聯合交易所主板上市，分別為從事地産業務的英皇國際集團有限公司（港交所：163）、經營鐘錶的英皇鐘錶珠寶有限公司（港交所：887）、酒店的英皇娛樂酒店有限公司（港交所：296）、證券經紀服務的英皇資本集團（港交所：717）、從事娛樂、媒體及文化業務的英皇文化產業集團有限公司（港交所：491）及經營歐洲名牌傢俬連鎖零售的歐化國際有限公司（港交所：1711）。2019年11月，中国国家知识产权局在跨類侵害馳名商標的商標無效宣告案件中正式認定「英皇」和「英皇鐘錶珠寶及皇冠圖形」在中國內地已為相關公眾所熟知，並獲得馳名商標的保護。

## 業務

### 地產
英皇國際集團有限公司（股份代號：163）負責地產業務，1990年上市，自2000年代中期起在澳門收購物業，2006年於北京發展房地產。多年以來不斷擴展業務，善用商機積極擴大位於中國內地、香港、澳門以至海外的物業組合，包括住宅、商舖、商場、工商大廈、酒店、以及共享工作空間，當中大多位處全球著名地段，包括香港羅素街、北京長安街、以及倫敦牛津街等等。其項目包括淺水灣「the pulse」、「南灣御苑」、舂坎角「御濤灣」、大埔的低密度住宅大樓「龍成堡」及「映月灣」、 西營盤「維港峰」、長沙灣「喜遇」、屯門「珀居」、南區「壽臣山15號」等等。公司亦購入倫敦牛津街181-183號全幢商廈作投資，拓展海外市場。旗下的北京英皇集團中心更獲得由北京商務中心區管理委員會頒發 「六星超甲級樓宇」以及「中國寫字樓金地標」殊榮。

### 金融
英皇金融集團正式成立於1978年，主營外匯及貴金屬交易，另有提供能源及指數交易等環球服務。於香港聯合交易所有限公司主板上市的英皇資本集團（股份代號：717）於1993年成立，集團提供多元化金融產品、保險服務、資產管理、企業融資及財務貸款等，從個人、家庭至企業不同客戶的投資需求均能全面迎合。

### 鐘錶珠寶
英皇鐘錶珠寶於1942年成立，是英皇集團的基石業務，早期專注經營鐘錶業務，60年代起兼營珠寶零售，其後更自行設計及生產時尚華麗的珠寶首飾，取得如勞力士、百達翡麗、愛彼錶、卡地亞、蕭邦、伯爵、以及帝舵等品牌的中港澳地區代理權；2008年7月，英皇鐘錶珠寶有限公司（股份代號：887）於香港聯合交易所主板上市。
該公司於1996年在北京賽特購物中心開設中國大陸首家分店，分店現已擴至廣州、上海、重慶、昆明、成都、天津、瀋陽、蘇州、衡陽、鄭州、無錫及澳門等地；香港分店則位於中環、灣仔、銅鑼灣及尖沙咀等購物區內。2009年又於尖沙咀的歷史建築物「1881」成立首間珠寶旗艦店。2013年首度進軍海外，於新加坡連開四店。2018年，其業務更進駐馬来西亞。2022年5月，英皇鐘錶珠寶更在尖沙咀購物地標iSQUARE國際廣場開設首間全新形象的珠寶旗艦店，以此強化珠寶首飾方面的業務，奠定自家品牌的形象。

### 娛樂文化
英皇集團於九十年代陸續成立英皇娛樂集團、英皇電影集團以及英皇戲院集團，全面投入文化創意產業。英皇娛樂主要業務包括本地及海外唱片製作及發行、音樂出版、藝人管理及演唱會製作等業務。英皇電影業務範圍包括投資、製作、銷售及發行優質電影，至今已於華語電影製作及發行業內佔據領導地位，是行業內最活躍的電影製作商之一。英皇影院發展三大影院品牌包括「英皇電影城」、「英皇戲院」及「英皇UA電影城」。至2017年，英皇文化產業集團有限公司（股份代號：491）正式成立，並於香港聯合交易所主板上市。

### 酒店
英皇集團旗下現有酒店包括位於香港灣仔的英皇駿景酒店、澳門的英皇娛樂酒店，以及澳門的盛世酒店，另於香港經營三間The Unit服務式住宅。

### 數碼媒體
英皇集團旗下的新傳媒集團於1999年成立，從事出版及發行，每周出版不同刊物，分別為《新報》（2015年7月12日停刊）
、《東方新地》、《新假期》、《新假期Jetso》、《NM+新Monday》、《more》、《Sunday Kiss 親子童萌》、《GOtrip》、《經濟一週》、《SSwagger》及《Madame Figaro HK》。新傳媒於本地及國際比賽中獲機構頒授獎項，如Galaxy Awards、Astrid Awards、「亞洲出版大獎」及「傳媒轉型大獎」，以及在Marketing Magazine Spark Awards for Media Excellence卓越傳媒大獎2017中橫掃共33項大獎 ，包括全場兩個最高榮譽大獎Media Brand of the Year「年度最佳媒體品牌大獎」及Media Owner of the Year「年度最佳媒體」。

### 生活品味
歐化傢俬於1975年成立，專門代理歐洲高級傢俬，為歐化國際有限公司（股份代號：1711）所管轄。歐化傢俬網羅大量風格時尚、工藝卓越的品牌，零售門市遍佈香港多區。除零售以外，又透過旗下不同品牌將業務作多元化發展，包括從事床褥、 梳化及床品批發與零售的歐化寶、主打優質輕巧傢俬及潮流家品的 at.home ，以及承接傢俬工程項目的Special Project，為客戶提供一站式家用及商用傢俬配套服務及產品。

### 共享工作空間
Mustard Seed 是由英皇集團營運的共用工作空間項目，為第一家在首輪參與「青年共享空間計劃」。佔地超過5,000呎，設有私人辦公室、固定及流動辦公桌、24小時出入、電子儲物櫃、VR遊戲、無限量免費供應飲品小食等，更設有淋浴空間供租戶享用，務求為租戶提供最優質的共享工作空間。

## 可持續發展
英皇集團越來越重視社會的可持續發展，除了成立慈善基金（英皇慈善基金、楊受成慈善基金）外，更從青少年發展、社區共融、資源共享、環境保護等多個面向構思付諸行動，凝聚社會各界之力，共創社會效益。

## 相關連結
- 英皇國際集團有限公司
- 英皇鐘錶珠寶有限公司
- 英皇娛樂酒店有限公司
- 英皇資本集團有限公司
- 英皇文化產業集團有限公司
- 歐化國際有限公司
- Mustard Seed

## 外部連結
- 英皇集團官方網址 （页面存档备份，存于）
- 英皇國際集團有限公司 （页面存档备份，存于）
- 英皇鐘錶珠寶有限公司 （页面存档备份，存于）
- 英皇娛樂酒店有限公司 （页面存档备份，存于）
- 英皇資本集團有限公司 （页面存档备份，存于）
- 英皇文化產業集團有限公司
- Mustard Seed （页面存档备份，存于）